# Minmaya
Minmaya (三厩村; -mura) é um vilarejo localizado no distrito de  Higashitsugaru, em Aomori, no Japão.
Em 2003 sua população estimada era de 2.437 habitantes e sua densidade demográfica de 37,3 pessoas por km².